# 楚衍
楚衍（？—？），开封府開封阼城（今河南省延津县）人，北宋历算家，少年时精通四聲字母。

## 生平
楚衍对《九章算术》、王孝通《緝古算经》、祖冲之《綴術》、刘徽《海島算经》等经典算經深有研究。楚衍明相法及《聿斯經》，擅长推步术、陰陽术、星曆之數。因呈《宣明曆》，補司天監學生，遷保章正。乾興元年，楚衍與曆官宋行古等齐集天章閣，奉詔与內侍金克隆監造新曆《崇天曆》，至天聖元年八月成，被授靈台郎，后晋级为司天監丞，入隸翰林天文。皇祐（1049-1053年）中，同造《司辰星漏曆》十二卷。與周琮同管司天監。楚衍的门生贾宪、和朱吉，都是数学家。無子，有女亦擅长算術。